# Otto Jaag

Otto Jaag in Indonesien (1937/38)

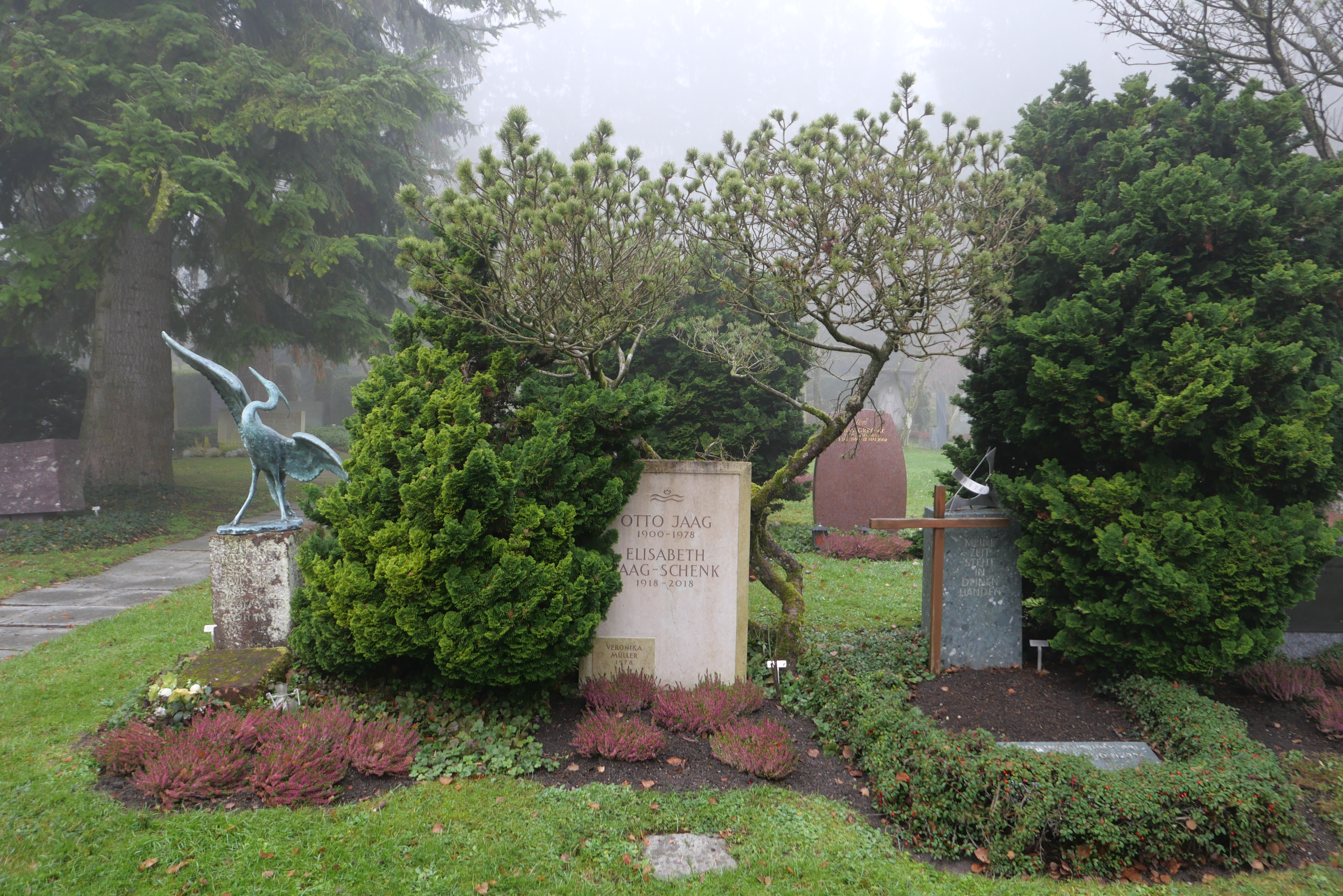
Das Familiengrab (Mitte) im Jahr 2023.

Otto Jaag (* 29. April 1900 in Guntmadingen (Kanton SH); † 31. Juli 1978 in Zürich) war ein Schweizer Botaniker und Hydrobiologe und langjähriger Direktor der Eawag.

## Biographie und Forschungsgebiete
Von 1921 bis 1924 war er Lehrer an der Schule in Beringen SH. Seine Promotion absolvierte Jaag bei Robert Hippolyte Chodat in Genf. 1933 habilitierte er sich an der Eidgenössischen Technischen Hochschule Zürich (ETH Zürich). 1941 wurde er Titularprofessor, 1945 außerordentlicher Professor für Spezielle Botanik und 1963 ordentlicher Professor für Hydrologie, Abwasserreinigung und Gewässerschutz an der ETH Zürich. Im Jahre 1970 wurde er emeritiert.
Von 1952 bis 1970 war er Direktor der Eawag (damals noch EAWAG geschrieben, für „Eidgenössische Anstalt für Wasserversorgung, Abwasserreinigung und Gewässerschutz“). Er galt als einer der bedeutendsten und einflussreichsten Hydrobiologen in Europa. Jaag beschäftigte sich im engeren wissenschaftlichen Sinne mit Hydrobiologie (von ihm und seiner Zeit in der Schweiz vielfach noch als Hydrologie bezeichnet), Kryptogamenkunde, Pflanzenpathologie und Botanik. Seine Interessen erstreckten sich aber über zahlreiche theoretische und angewandte Gebiete von der Müllforschung bis hin zu Fragen der Systematik der Cyanobakterien (damals Blaualgen genannt).
Jaag hat seine letzte Ruhestätte auf dem Friedhof Fluntern gefunden. In dem Grab wurden auch seine Ehefrau Elisabetha, geb. Schenk (1918–2018), und die Enkeltochter Veronika Müller, die 1978 als kleines Kind starb, beigesetzt.

## Öffentliche und politische Bedeutung
Jaag erkannte früh die Bedeutung eines umfassenden Gewässer- und Umweltschutzes und trug während Jahrzehnten maßgeblich zur Forschung auf diesem Gebiet bei. Er war Mitglied in zahlreichen nationalen und internationalen Organisationen und Kommissionen, die sich dem Gewässerschutz widmeten. Als langjähriger Direktor der Eawag gelang es ihm, neben dem wissenschaftlichen auch ein politisches Fundament für den Gewässerschutz zu legen. Er war Ehrenmitglied der Naturforschenden Gesellschaft Schaffhausen.